# Vitoria Airport
Vitoria Airport (baskiska: Gasteizko aireportua) är en flygplats i Spanien.   Den ligger i provinsen Araba / Álava och regionen Baskien, i den norra delen av landet, 290 km norr om huvudstaden Madrid. Vitoria Airport ligger 512 meter över havet.
Terrängen runt Vitoria Airport är platt åt nordost, men åt sydväst är den kuperad.Runt Vitoria Airport är det tätbefolkat, med 683 invånare per kvadratkilometer. Närmaste större samhälle är Vitoria, 5,6 km sydost om Vitoria Airport. Trakten runt Vitoria Airport består till största delen av jordbruksmark.